# Atentát na Alžbětu Bavorskou
Atentát na Alžbětu Bavorskou, známou jako Sissi, císařovnu rakouskou a královnu uherskou, se uskutečnil 10. září 1898 v brzkých odpoledních hodinách v Ženevě. Spáchal ho italský anarchista Luigi Lucheni.
V den vraždy byla šedesátiletá císařovna ubytována v hotelu Beau-Rivage v apartmá s omezeným přístupem. Kolem půl druhé odpoledne opustila hotel se svou dvorní dámou Irmou Sztáray de Sztára et Nagymihály, aby se vydaly do přístavu k lodi Le Genève, na kterou se hodlaly nalodit. Anarchista Luigi Lucheni je doběhl, vrhnul se k císařovně a udeřil ji trojhranným pilníkem do srdce. Po nalodění na palubu parníku Genève si dvorní dáma císařovny všimla jejího znepokojivého stavu. Císařovna byla odvezena zpět do hotelu Beau-Rivage, kde zemřela přibližně hodinu po útoku.
Zpráva o smrti císařovny šokovala celou Evropu. Řada lidí označovaných za anarchisty byla zatčena, zejména ve Švýcarsku a Belgii. Ve Vídni a Terstu byli napadeni italští dělníci a v Berlíně byla posílena policejní opatření. V Bruselu byli uvězněni pomlouvači. V tisku se objevily zprávy o údajných anarchistických spiknutích proti dalším panovníkům či dědicům, například proti portugalskému králi Karlu I., nizozemské královně Vilemíně a italskému princi Viktoru Emanuelovi.
Pohřeb císařovny, který se konal týden po její smrti, byl příležitostí pro velké množství členů gothajského a vídeňského lidu, aby vzdali hold své panovnici. Vražda upevnila mýtus, jenž ji za jejího života obklopoval a který přetrvává až do 21. století.

## Průběh

### Předehra

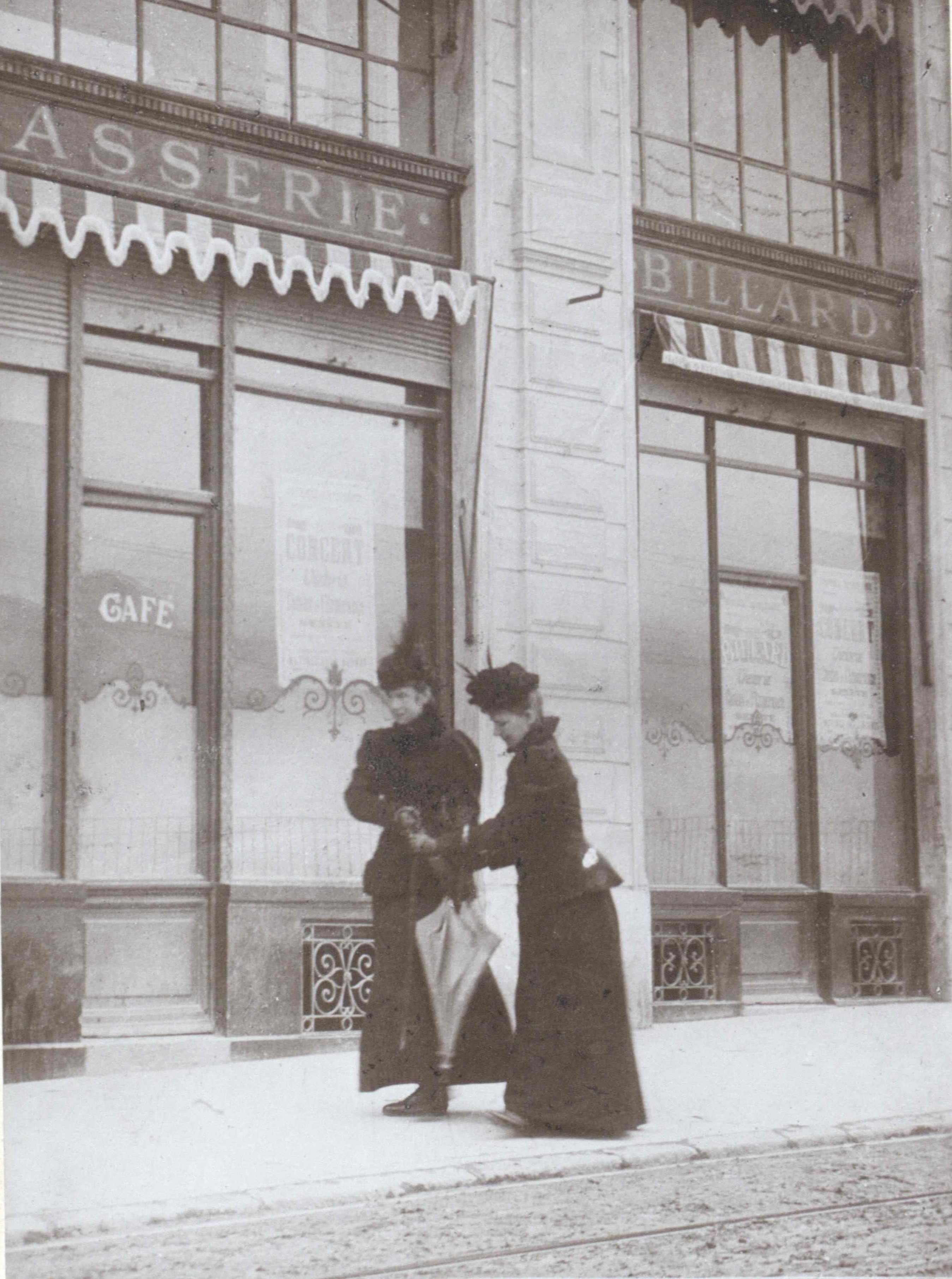
Poslední fotografie císařovny (vlevo) s Irmou Sztárayovou v Territetu v předvečer atentátu.

Císařovna, která se nikdy nedokázala přizpůsobit životnímu stylu císařského dvora, se vyhýbala pobytu ve Vídni, žila v Uhrách nebo cestovala po Evropě, kde byla vášnivou jezdkyní. Takové chování pobouřilo dvůr a pobavilo tisk, který u příležitosti stříbrné svatby císařského páru v roce 1879 upozornil, že neslaví ani tak 25 let manželství, jako spíše 25 let jezdectví.
Tragická smrt jejího syna Rudolfa v Mayerlingu roku 1889 jen prohloubila panovnickou nevoli a brzy se jí začalo přezdívat „potulná císařovna“. V létě 1898 strávila několik dní se svým manželem císařem Františkem Josefem I. na letním sídle císařské rodiny v hornorakouském Bad Ischlu. Po této pauze odcestovala na další měsíc a půl do Německa, kde se v Bad Nauheimu léčila s anémií, zánětem nervů a mírně zvětšeným srdcem, a poté se vrátila do rodného Bavorska. Šedesátiletá císařovna nějakou dobu pobývala v Mnichově. Poté v doprovodu malé družiny zamířila do Ženevy a dne 30. srpna 1898 dorazila do Caux u Montreux, odkud podnikla výlet. Požádala císaře, aby se k ní připojil, ale ten byl příliš zaneprázdněn svými povinnostmi: politikou a přípravami na oslavy svého padesátého jubilea, které byly naplánovány na druhou polovinu září.
V pátek 9. září 1898 odjela z Caux do Ženevy na oběd s baronkou Julií de Rothschild na zámek Pregny. Baronka jí nabídla svou vlastní jachtu Gitana II, aby ji dopravila zpět do Territetu u Caux, ale císařovna odmítla a raději se následující den vydala parníkem Compagnie générale de navigation sur le lac Léman. Přenocovala proto v hotelu Beau-Rivage s úmyslem vrátit se do Caux pravidelnou sobotní linkou.
V rejstříku hotelu Beau-Rivage je uvedeno, že císařovna a její doprovod si rezervovali 18 pokojů: tři pro její osobní potřebu a pod její pravou identitou, dva pro její dvorní dámu Irmu Sztáray de Sztára et Nagymihály, jeden pro jejího osobního tajemníka Eugena Kromara, dva pro hraběnku Marii Terezii de Harrach a hraběnku Marii Festeticsovou, dvorní dámy, jeden pro knížete z Auerspergu, velkokomořího, dva pro hraběte z Bellegarde a čtyři další pro komorné (madame de Meissel a madame de Hennike), hraběte z Kuefsteinu, rakousko-uherského ministra v Bernu, a M. Madera, císařského vlakového kontrolora.
Po příjezdu do hotelu v 17:30 si císařovna dala hodinový odpočinek a následně se svou dvorní dámou navštívila několik cukráren. Na nábřeží Quai du Rhône koupila u starožitníka malý stolek pro svou dceru Marii Valerii, s prodavačem hovořila maďarsky, aby ji nepoznal. Ve 21:45 již byly zpátky v hotelu. Císařovnu, která ráda spala s otevřenými okny, rozčiloval hluk na ulici a zpěv italského zpěváka. Usnula až ve dvě hodiny ráno a vstala v devět hodin.

### Atentát

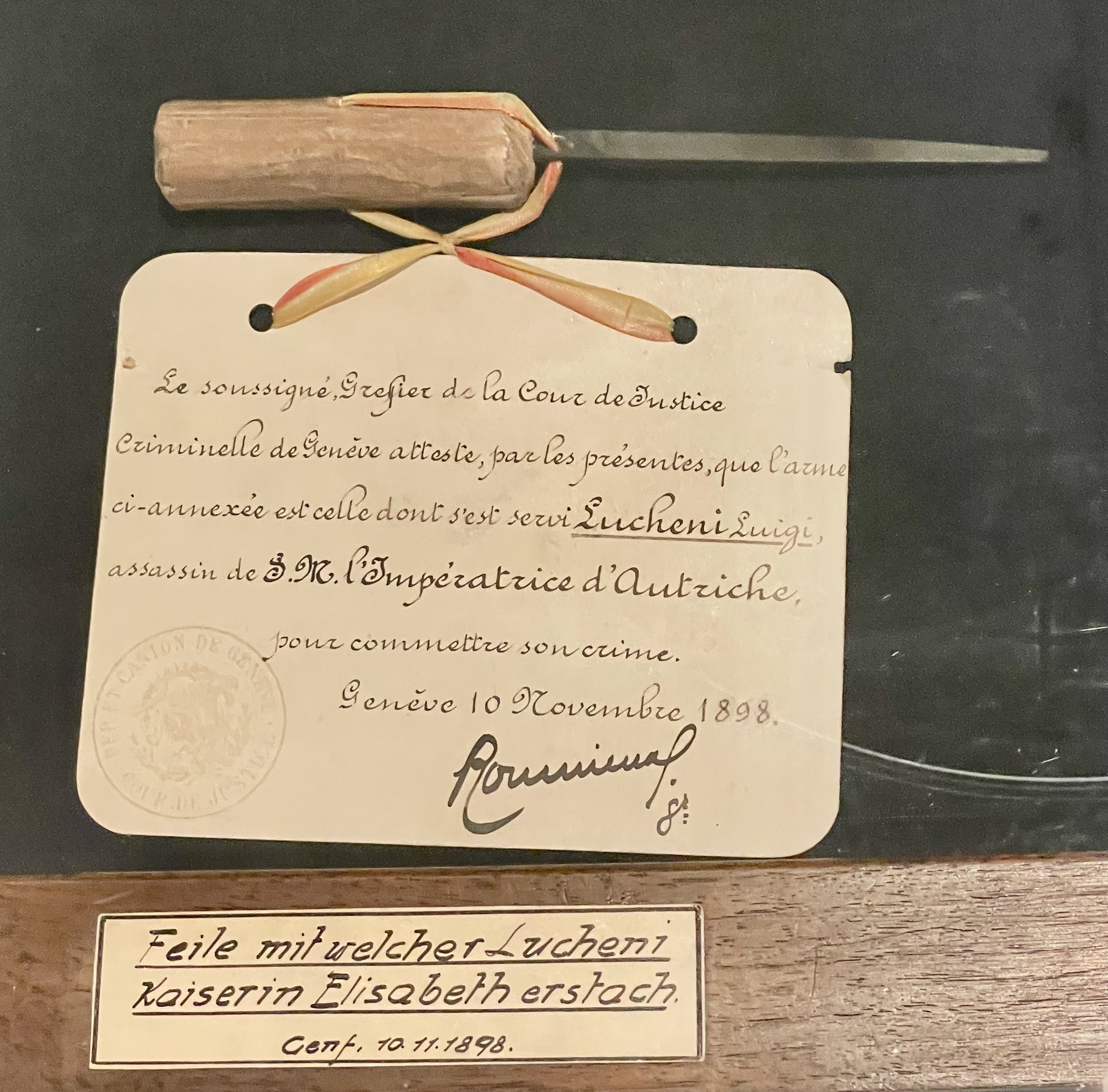
Trojhranný pilník, 9 cm dlouhý, použitý k usmrcení císařovny.

V sobotu 10. září 1898 ráno řekla císařovna své dvorní dámě Irmě Sztárayové, že chce jít v 11 hodin dopoledne do města poslechnout si nový orchestrion. Následně měly ve 13:40 hodin odjet lodí do Montreux. Přesně v 11 hodin obě ženy opustily hotel a vydaly se do Baeckerova obchodu s hudebninami v ulici Bonnivard. Tam císařovna zakoupila ruční hudební nástroj a 24 válečků. Ve 13 hodin se vrátily do hotelu, kde císařovna vypila čerstvé mléko a Irma Sztárayová si dala rychlý oběd. Ve 13:25 její dvorní dáma oznámila, že loď se chystá odplout. Obvykle spěchající císařovna se přesto zdržela ještě na několik minut, aby se podívala na Mont Blanc. Ve 13:35 obě ženy opustily Hôtel Beau-Rivage a spěchaly k parníku, jenž byl připraven vyplout ve 13:40 a již dvakrát zazvonil. Císařovna se uklidnila, když viděla, že cestující v dálce pomalu nastupují.
Obě ženy si ve spěchu nevšimly muže, který se skrýval za dvanáctým stromem na nábřeží. Luigi Lucheni se objevil před císařovnou. Právě když dorazila k molu, muž se rychlým krokem vydal směrem k ní. Ženy ustoupily stranou, aby ho nechaly projít. Lucheni se náhle rozeběhl, zvedl zaťatou pravou pěst, zkontroloval, zda se skutečně jedná o císařovnu, a zabodl jí do srdce devět centimetrů dlouhý pilník. Císařovna, jež se původně domnívala, že jde o obyčejnou ránu, omdlela a její dlouhé vlasy poněkud zmírnily její pád. S pomocí své dvorní dámy a kočího se postavila na nohy, kočí zavolal pana Plannera, recepčního v hotelu Beau-Rivage. Dvorní dáma se císařovny při kartáčování šatů zeptala, zda ji něco bolí. Odpověděla záporně. Recepční naléhal, aby se vrátila do hotelu, ale císařovna odmítla. Řekla: „Zajímalo by mě, co ten muž chtěl. Snad aby mi sundal hodinky?“ Když se svou dvorní dámou zamířila k lodi, udělala asi 120 kroků, než došla k lávce, na kterou nastoupila. Jakmile se ocitla před lodí, začala mluvit maďarsky: „Nejsem moc bledá?“, a dodala, že ji hodně bolí na hrudi.

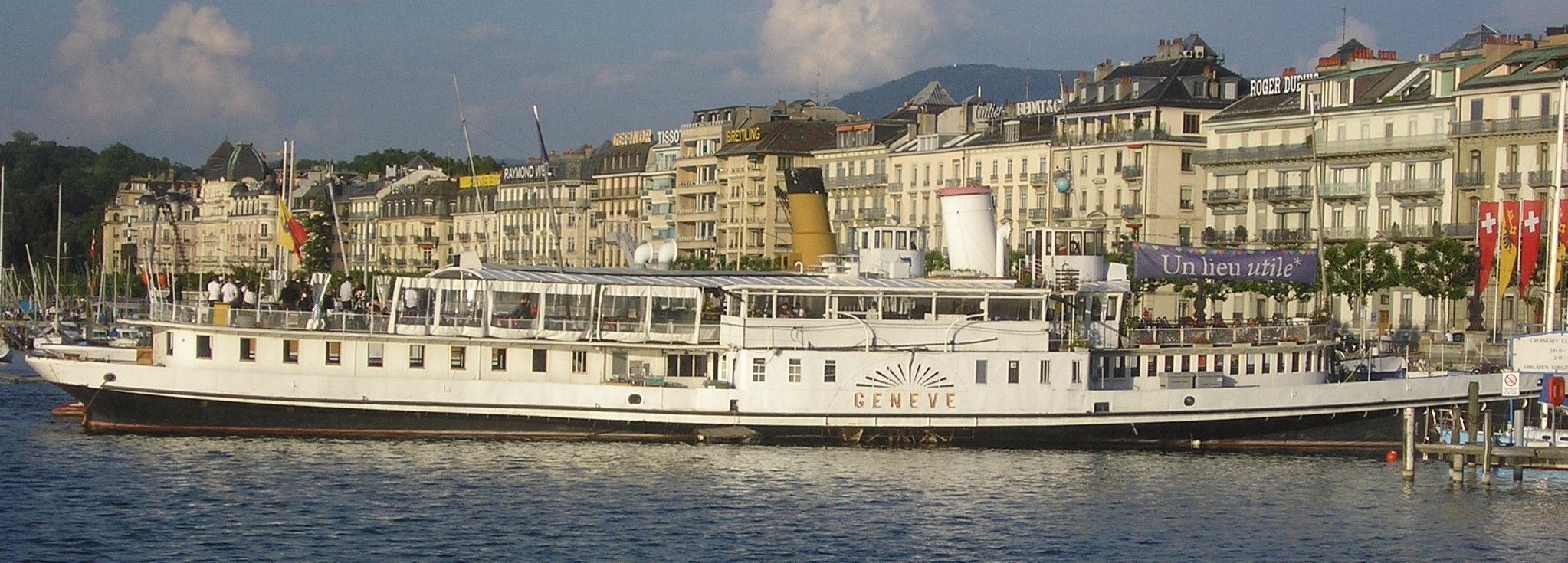
Le Genève, loď poslední plavby císařovny.

Po příchodu na palubu lodi Le Genève požádala císařovna svou dvorní dámu, aby jí pomohla. Irma Sztárayová se zeptala, zda je přítomen lékař. Vzhledem k nepřítomnosti lékaře se na péči o císařovnu podílelo několik lidí: bývalá ošetřovatelka madame Dardalle, Gabriel Monet, lodní účetní, jeho žena a francouzský cestující jménem Teisset. Dvorní dáma požádala o vodu a dostala ji. Císařovna si mechanicky vzala kostku cukru namočenou v octu, pak otevřela oči a řekla: „Co se to proboha stalo?“ Ve 13:54 se skácela k zemi. Když její dvorní dáma rozvázala korzet, spatřila na těle cestující skvrnu krve velikosti stříbrného florénu. Okamžitě si uvědomila, že na císařovnu byl spáchán atentát, odhalila totožnost oběti a požádala kapitána, aby urychleně ukotvil loď. Kapitán Roux otočil loď, zatímco jeho lodivod improvizačně sestrojil nosítka z vesel, plachtoviny a sametového sedátka. Císařovnu odnesli zpět do hotelu, ale bylo příliš pozdě. Do hotelu byli přivoláni lékaři Mayer a Étienne Golay v doprovodu kněze, aby posoudili císařovnin zoufalý stav, ve 14 hodin 40 minut císařovna umírá.

### Převoz a pitva

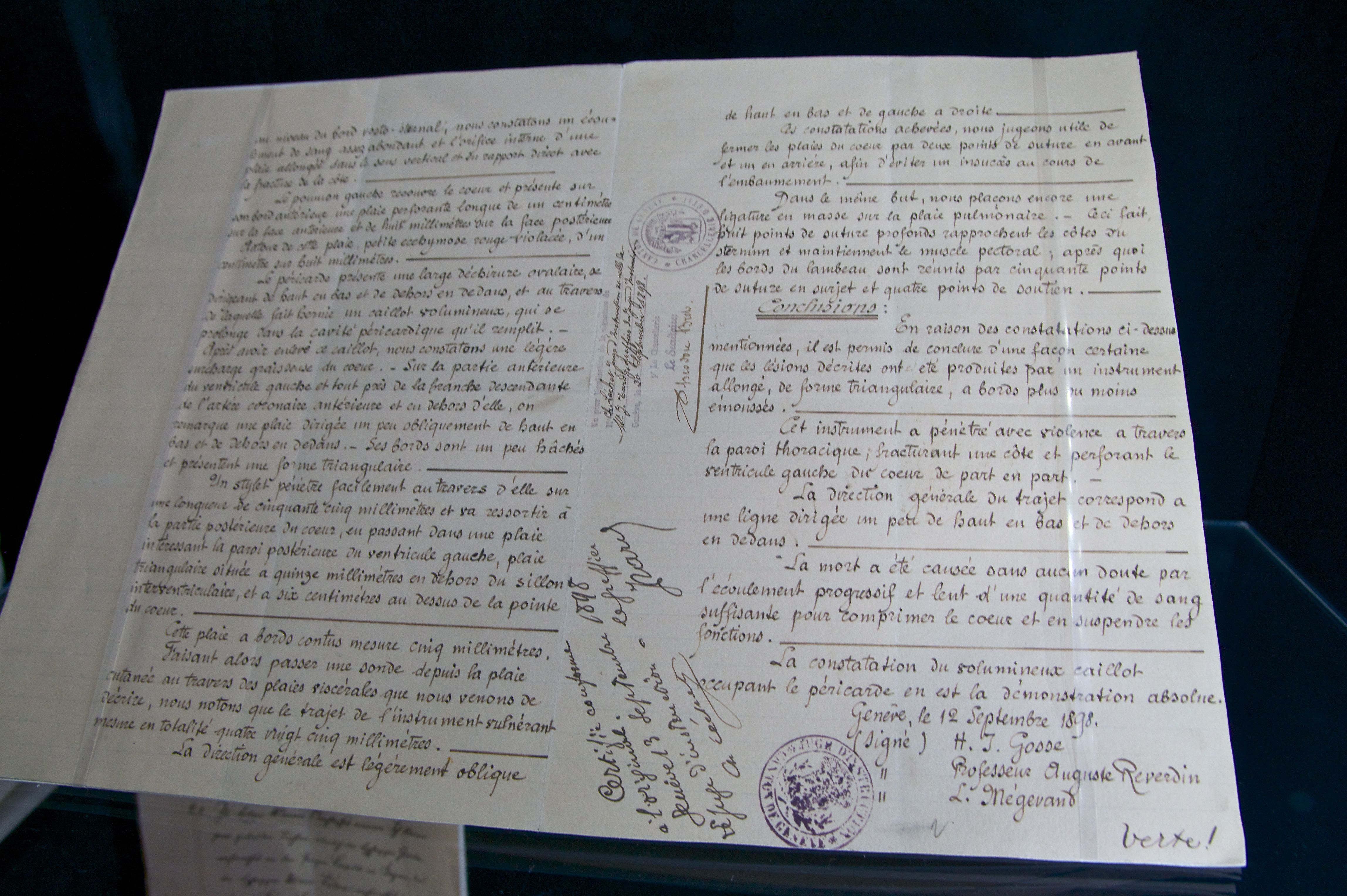
Poslední strana pitevní zprávy císařovny.

Večer po atentátu bylo tělo císařovny provizorně uloženo do dvojité chlazené rakve. Převoz rakve se konal za přítomnosti generála Adama de Berzeviczy, panovníkova komořího, který přijel zvláštním vlakem, dvorní dámy a několika služebníků zesnulé. Na tělo dohlížely dvě jeptišky.
V neděli 11. září, den po atentátu, císař telegrafoval, že pověřil švýcarské úřady provedením pitvy. Operaci provedl švýcarský lékař Auguste Reverdin, který odhalil úzkou, ale hlubokou ránu o velikosti osm a půl centimetru. Zbraň pronikla hrudním košem na úrovni čtvrtého žebra, prošla plící a prorazila srdce. V pitevní zprávě se uvádí, že střenka pronikla hrudní stěnou a zcela prorazila osrdečník a srdeční komoru. Krev pomalu proudila do prostoru mezi neroztažitelným osrdečníkem a srdcem, které uzavíral, a postupně zmenšovala tepající prostor levé komory, až se množství krve mobilizované každým stahem pro větší a menší oběh postupně zmenšovalo v mechanismu známém jako tamponáda. Závěr zprávy zní: „Smrt byla nepochybně způsobena postupným a pomalým průtokem dostatečného množství krve, které stlačilo srdce a pozastavilo jeho funkci.“
V úterý 13. září dopravil zvláštní vlak z Rakouska do Ženevy řadu dvorních úředníků: hraběnku Marii Terezii de Harrach, velmistryni císařovnina dvora, hraběnku Marii Festetics z Tolny, dvorní dámu, hraběte Franze de Bellegarde, komořího, a prince d'Auersperg, velkokomořího, k nimž se připojil plukovník Wenger, vrchní inspektor Jura-Simplon.
Tělo bylo uloženo k poslednímu odpočinku ve středu 14. září v 8 hodin ráno. Z hotelu Beau-Rivage na nádraží Ženeva-Cornavin byla rakev tažena čtyřmi koněmi s pláštěm a sledována velkým a tichým davem. Na nádraží vzdala císařovně poslední poctu Spolková rada a Státní rada kantonu Ženeva. V 9 hodin vyrazil pohřební vlak do Vídně. Krátce po poledni přejel Švýcarsko a přes Feldkirch se dostal na rakouské území. Při průjezdu pohřební kolony se v celém Lichtenštejnském knížectví rozezněly zvony.

### Repatriace a pohřeb ve Vídni

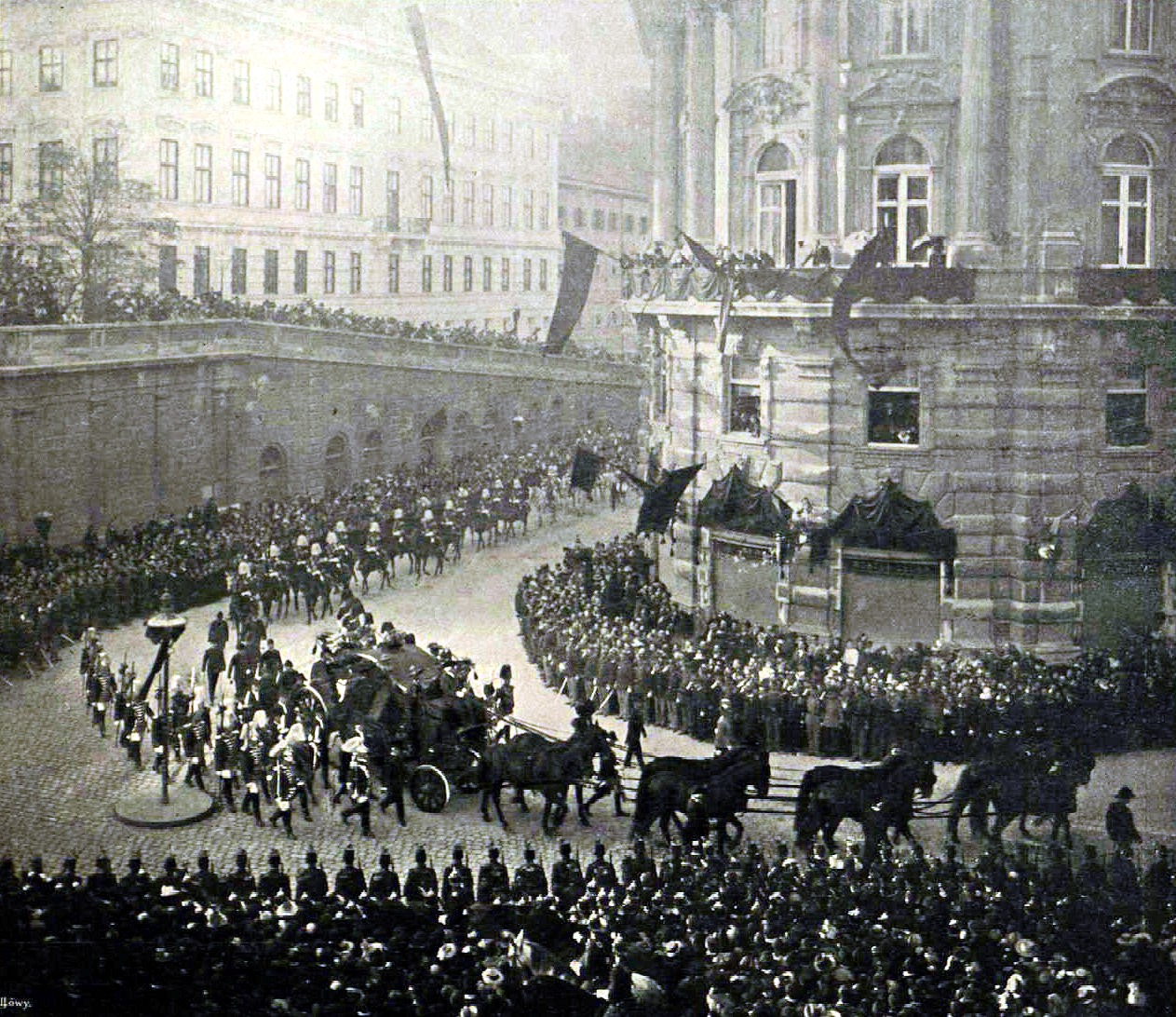
Pohřební průvod císařovny ve Vídni 17. září 1898.

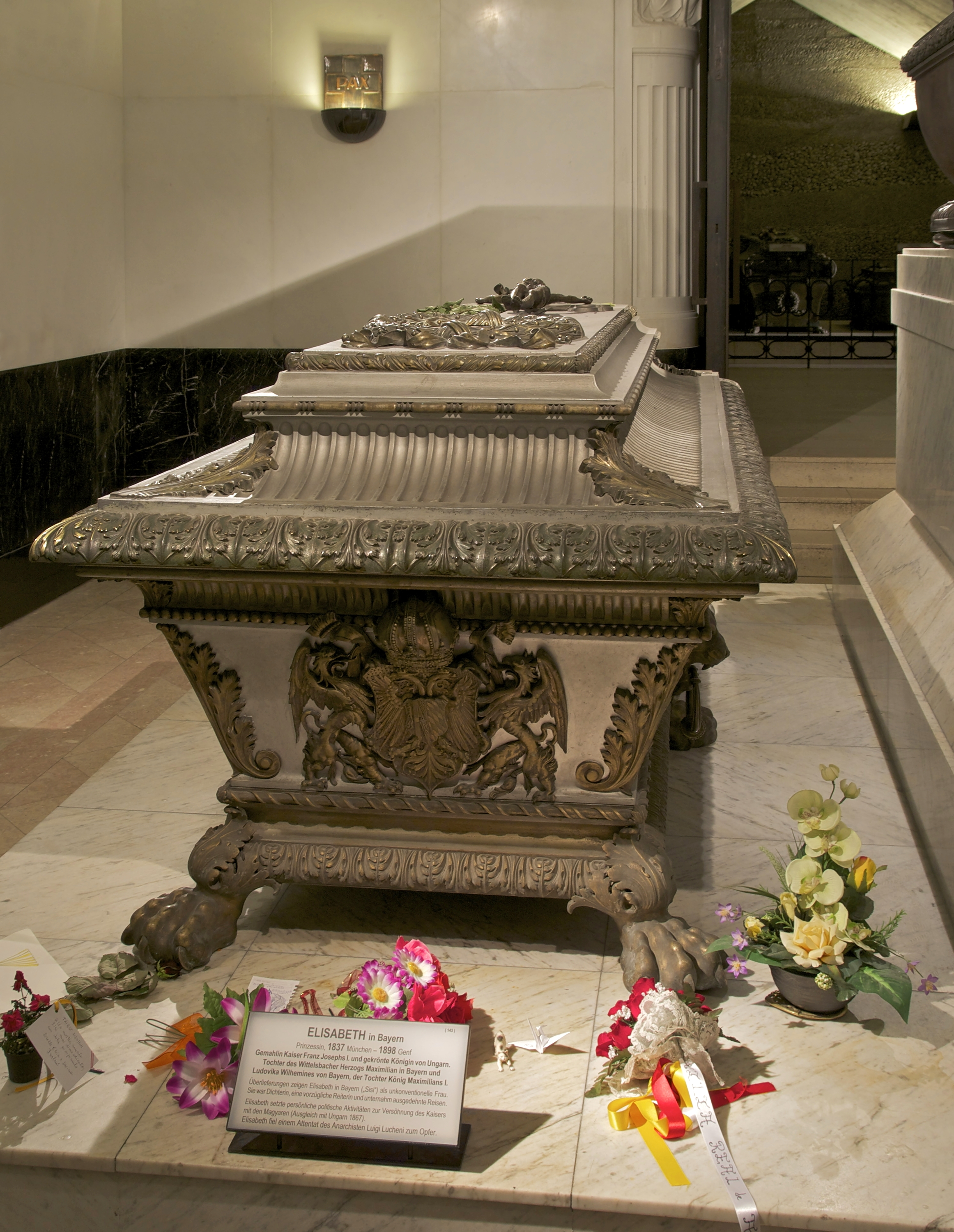
Hrob císařovny v kapucínské kryptě ve Vídni.

Ve čtvrtek 15. září 1898 zastavil pohřební vlak v 7:22 hodin v Innsbrucku. Ve 22 hodin dorazily císařovniny ostatky do Vídně, kde byly ulice plné lidí. V pátek 16. září 1898 vzdali Vídeňané císařovně poslední poctu, když byla uložena v kovové rakvi v kostele Hofburgu. Když se dveře kostela v 18 hodin zavřely, tisíce lidí stále čekaly, až na ně přijde řada. Osm lidí z horka omdlelo. Večer bylo na Ringstraße, obvykle prázdné, velmi rušno. Přítomny byly davy lidí ze všech společenských vrstev. Ve 23 hodin odváží tělo zvláštní vlak zpět do císařského paláce.
Pohřeb se konal v sobotu 17. července a ještě před obřady v kostele Saint-Michel a uložením ostatků v kryptě Kapucínů na habsbursko-lotrinské nekropoli dosáhla účast hojných rozměrů. Pohřební průvod byl impozantní: pohřební vůz táhlo osm koní a rakev zmizela pod věnci a girlandami květin. Mezi zahraničními hosty byli i němečtí panovníci: císař Vilém II., saský král Jiří I., bavorský princ-regent Luitpold, oldenburský velkovévoda Petr II. a sasko-koburský vévoda Alfréd I., dědičný velkovévoda Vilém Arnošt Sasko-Výmarsko-Eisenašský, dědičný velkovévoda Adolf Fridrich V. Meklenbursko-Střelický, dědičný velkovévoda Fridrich II. Bádenský a také rumunský král Karel I., srbský král Alexandr I. Obrenović, svrchovaný kníže Ferdinand I. Bulharský, princ Albert, následník belgického trůnu, princ Viktor Emmanuel, následník italského trůnu, diadoch Konstantin I. Řecký, korunní princ Danilo z Černé Hory, vévoda z Cumberlandu Ernest Augustus Hannoverský, princ Vilém Hohenzollernský, velkokníže Alexej Alexandrovič Romanov z Ruska a vévoda d'Alençon Ferdinand d'Orléans.

### Profil Luigiho Lucheniho

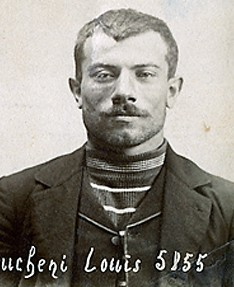
Luigi Lucheni

Pětadvacetiletý Luigi Lucheni chtěl původně zabít italského krále Umberta I., ale ten před ním na základě varování z Francie (na setkání anarchistů byl přítomen agent francouzské Sûreté Générale) zpřísnil bezpečnostní opatření. Podobně i druhý Lucheniho cíl, Filip, vévoda orleánský, pretendent francouzského trůnu, změnil své plány a Ženevě se vyhnul. Třetí atentátníkovou volbou byla „alternativní oběť“, a tak hledal jiného aristokrata. Chtěl se proslavit zabitím významné osobnosti, neboť se jako zednář s nešťastnou minulostí chtěl pomstít za své dětství sirotka.
Po spáchání zločinu utekl ulicí des Alpes a pokusil se dostat na rozlehlé náměstí, kde by se mohl snadno ukrýt. Byl však rychle zadržen dvěma kočími, Victorem Vuilleminem a Louisem Chamartinem, kteří parkovali na nábřeží a útok zpozorovali. Svého zajatce, který je bez odporu následoval, zpíval si a říkal: „Dotkl jsem se jí, musí být mrtvá!“, předali lodníkovi Albertu Fiauxovi a strážníkovi Kaiserovi, kteří ho odvezli na policejní stanici v Pâquis.
Během výslechu se „vyjadřoval jasně a s velkou jasností mysli“. Prohlásil, že když si koupil pilník ve stánku obchodníka se starým nářadím na náměstí de la Riponne v Lausanne, kterým spáchal svůj zločin, neměl tehdy ještě v úmyslu usmrtit vysokou osobu a že původně si chtěl zakoupit stiletto. Lucheni spáchal zločin na území ženevského kantonu, nemohl být tedy podle ženevských soudů vydán ani popraven. Hrozilo mu tak doživotní vězení.
Luigi Lucheni byl postaven před soud, odsouzen na doživotí a uvězněn v Ženevě, kde byl v roce 1910 nalezen oběšený ve své vězeňské cele poté, co mu dozorce ukradl sepsané paměti. Jeho paměti, nazvané Histoire d'un enfant abandonné à la fin du XIXe siècle racontée par lui-même, měly původně vyvrátit „absurdní teorie“, které o něm kolovaly. Cesare Lombroso, významný zakladatel italské školy kriminální antropologie, osobně vyšetřoval Lucheniho, jehož označil za „vynikající exemplář rozeného zločince“. Jeho následovníci, každý svým způsobem, ať už šlo o alienisty, kriminalisty nebo filantropy, se vydali v jeho stopách. „Vrah
Sissi se však v těchto portrétech nepoznal, stejně jako v portrétu „přesvědčeného anarchisty“, který sám sestavil. Jako opozdilec v italských kruzích ve švýcarském exilu byl jeho anarchismus pouze povrchní. Lucheni sice nenáviděl nespravedlnost a církev, ale miloval armádu, věřil, že autorita je nezbytná, a kdysi uvažoval o tom, že se stane vězeňským dozorcem. Jakmile vzrušení z procesu pominulo, stal se pro něj jeho zločin nepochopitelným.“

## Reakce v Rakousku-Uhersku a mezinárodní reakce

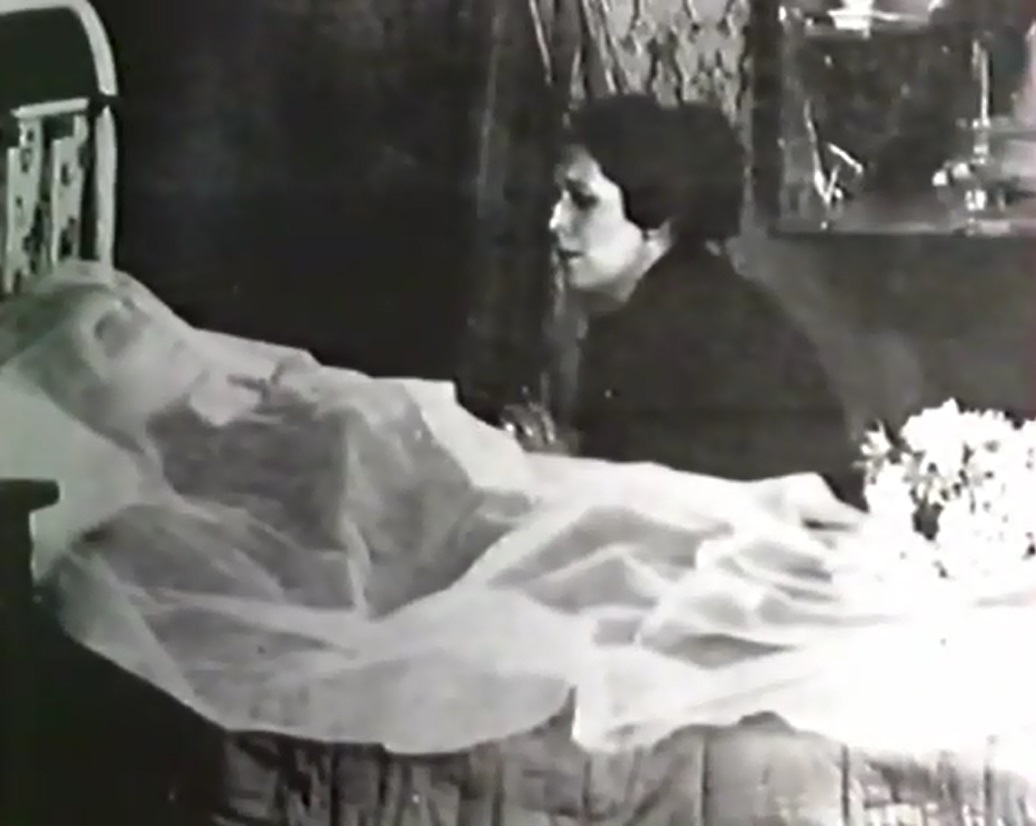
Císařovna Alžběta Bavorská na smrtelné posteli v Ženevě.

Byla to agentura Havas, která odpoledne v den atentátu jako první sdělila zprávu v depeši v podmíněné podobě, ale zpravodajové evropských novin v Ženevě útok potvrdili téměř okamžitě. V hodinách následujících po odvysílání zprávy obdržel císař soustrastné telegramy od panovníků a hlav států z celého světa, včetně Japonska, Peru, Chile, Uruguaye a Zanzibaru.

### Vídeň

František Josef I., portrét malíře Lászla z roku 1899.

Když zpráva dorazila do Vídně, ministři se sešli na zasedání Rady. Rakousko-uherský ministr zahraničí hrabě Agenor Maria Gołuchowski se okamžitě vypravil na Schönbrunn, kde pobýval císař František Josef I. V půl páté odpoledne se již císař František Josef I. dozvěděl zprávu od svého pobočníka hraběte Eduarda von Paara a propukl v pláč. V textu prvního šifrovaného telegramu, který Františku Josefovi poslala císařovnina dvorní dáma, bylo uvedeno, že Alžběta byla zraněna. Císař si nejprve myslel, že se jeho žena zabila sama, ale druhá depeše zaslaná hraběti Paarovi potvrdila, že císařovna byla zavražděna. Císař odjel s Gołuchowským do Vídně, kde se k němu připojil jeho bratr, arcivévoda Ludvík Viktor.
Po odhalení zprávy veřejnosti vyjádřilo obyvatelstvo hlubokou soustrast s císařem, který v rámci oslav jubilea 50 let své vlády nechal pozastavit divadelní představení. Vypukl všeobecný smutek. Ministr obchodu výjimečně povolil vídeňským novinám, aby v souvislosti s touto událostí vycházely i v neděli. Příliv italských dělníků do Vídně někteří obyvatelé odsuzovali a prohlašovali: „Italové se nespokojili jen s tím, že nám berou chleba, ale zabili i naši císařovnu.“ Ve městě se množily smuteční projevy, na obecních a jiných budovách byly vyvěšovány vlajky svázané v černé barvě na půl žerdi. Rakouská vláda vyzvala ostatní mocnosti, aby se k ní připojily a zaslaly švýcarské vládě nótu, v níž ji vyzvaly k opatrnějšímu udělování azylu, zejména pokud jde o italské revolucionáře. Ve stejném duchu se vídeňské úřady rozhodly „svolat mezinárodní konferenci [...], která by zorganizovala sjednocení Evropy proti anarchii“.

### Ženeva

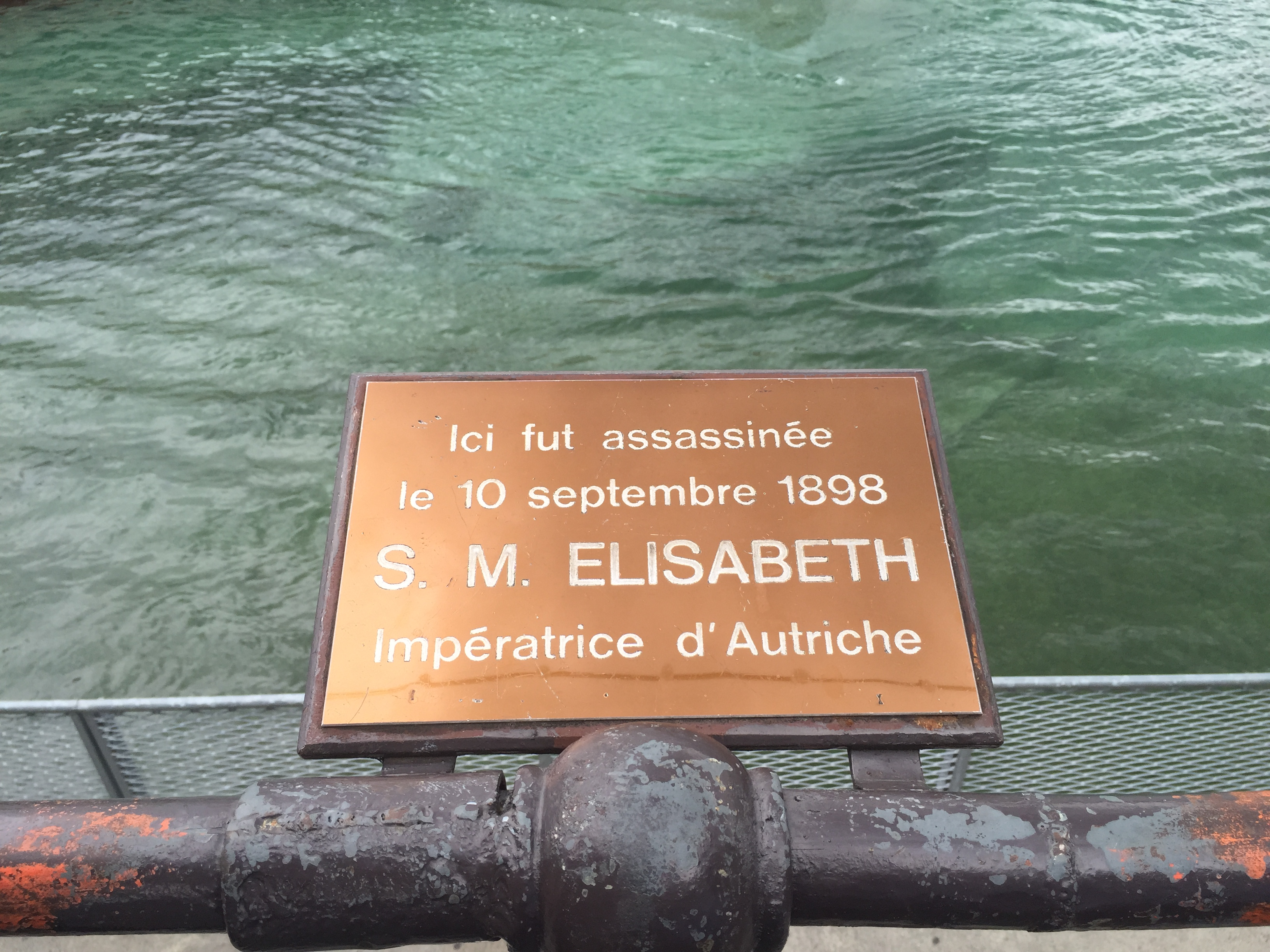
Pamětní deska připomínající vraždu císařovny v Ženevě.

Švýcarská vláda, která byla oficiálně informována o nadcházejícím příjezdu císařovny do Švýcarska, pravidelně informovala vlády kantonů, na jejichž území se měla zdržovat, že je jejich povinností přijmout obvyklá policejní opatření. Vláda však o císařovniných plánech navštívit Ženevu vůbec nevěděla a nemohla tak zasáhnout, neboť císařovna cestovala inkognito pod jménem „hraběnka z Hohenemsu“. Přesto se rozpoutala polemika o nedostatečné ochraně císařovny. Císařovna nařídila odstranit podle jejího názoru nepříjemný dohled a pan Virieux, šéf policie kantonu Vaud, jí vyšel vstříc – den před atentátem stáhl své policisty. Císařovna také propustila velkou část své družiny, čímž Luchenimu usnadnila spáchání zločinu, protože přítomnost policistů nebo členů císařské družiny ho mohla odradit. A konečně rozhodující mohlo být oznámení v tisku o císařovnině přítomnosti v Ženevě v sobotu ráno, které se přičítalo jisté indiskrétnosti hotelového personálu. Diskrétnější a kratší polemiku vyvolala otázka kvality péče o císařovnu.
Reakce v celém Švýcarsku byla hluboká. Obyvatelstvo bylo dojato i rozhořčeno. Všechny noviny zveřejnily přílohy vyjadřující zděšení, které zločin vyvolal. Dne 12. září 1898 se na žádost ženevských úřadů konaly demonstrace před hotelem Beau-Rivage. Nepřipravenost těchto holdů vedla k výtržnostem, které nepříznivě kritizoval zahraniční tisk. Dne 14. září se federální rada Lachenal odebral do Conseil d'État, kde byla část jednání věnována konečným přípravám na převoz těla. Den předtím bylo v Lausanne zatčeno několik „anarchistů“.

### Budapešť
Maďarské noviny vyjadřovaly zejména obdiv k císařovně, která tolik milovala Uhry, a zdůrazňovaly císařovu hrdinskou odvahu. Budapešťské noviny uveřejnily výzvu obyvatelstvu, aby shromáždilo finanční prostředky na postavení pomníku na počest císařovny. Maďarský korespondent napsal: „Dýka, která probodla srdce císařovny královny Alžběty, zranila i srdce uherského národa. V období útlaku ze strany Rakouska v letech 1857–1866 neměli Maďaři u vídeňského dvora jinou oporu než císařovnu rakouskou.“ Císař František Josef I. chápal smutek, který se projevoval v Budapešti: „Ano, mohou plakat. Nevědí, jakého přítele ztratili ve své královně.“

### Berlín
Zpráva o atentátu vedla k posílení německé policie. Eberhard von der Recke von der Horst, pruský ministr vnitra, rozeslal městským magistrátům oběžník, v němž je vyzval k navýšení počtu policistů. Zejména velkým dělnickým aglomeracím doporučoval, aby zajistily dostatečný počet policistů. Německý císař Vilém II. po zaslání soustrastného telegramu vyhlásil dvorní smutek. Na jiném místě Německa, ve Spandau, informoval tisk o vážných nepokojích mezi německými a italskými zedníky ze dne 14. září. Musela zasáhnout policie, která doprovázela italské dělníky a chránila je před útoky jejich německých kolegů. Berlínský zpravodaj uvedl, že „na základě přísných příkazů zaslaných policii po útoku [...] budou všichni podezřelí jedinci cizí národnosti z Berlína vyhoštěni“.
Berlínský dopisovatel listu L'Indépendance belge napsal: „Ženevský zločin měl v Berlíně bolestný dopad. Císařovna Alžběta byla princezna německé krve a vztahy mezi berlínským a vídeňským dvorem byly vždy velmi přátelské [...]. Císař se osobně vydá do Vídně, aby svému spojenci a příteli Františku Josefovi vyjádřil soustrast [...]. V Berlíně se kromě oficiálního smutku na ministerstvech a ve veřejných památkách konala řada mimořádných akcí. Mnoho domů bylo vyzdobeno v rakouských barvách s krepovými kravatami [...]. Den po zločinu se mluvilo o mezinárodní dohodě proti anarchistům. I když je tento pocit rozhořčení pod vlivem prožívaných emocí oprávněný, musíme se mít na pozoru před těmito odvetnými opatřeními navrhovanými ab irato. Takto konzervativní noviny zahrnují [...] socialisty do sekty, která má být pronásledována [...]. Rádi by využili všeobecných emocí [...] k tomu, aby ukovali nějaký zákon s mnohonásobnými účinky, jímž by pak trpěla všeobecná svoboda [...]. Zákon, který má být přijat, musí být vždy omezen na svůj přísný účel a nesmí se stát protisvobodnou zbraní v rukou reakčních ministrů.“

### Paříž

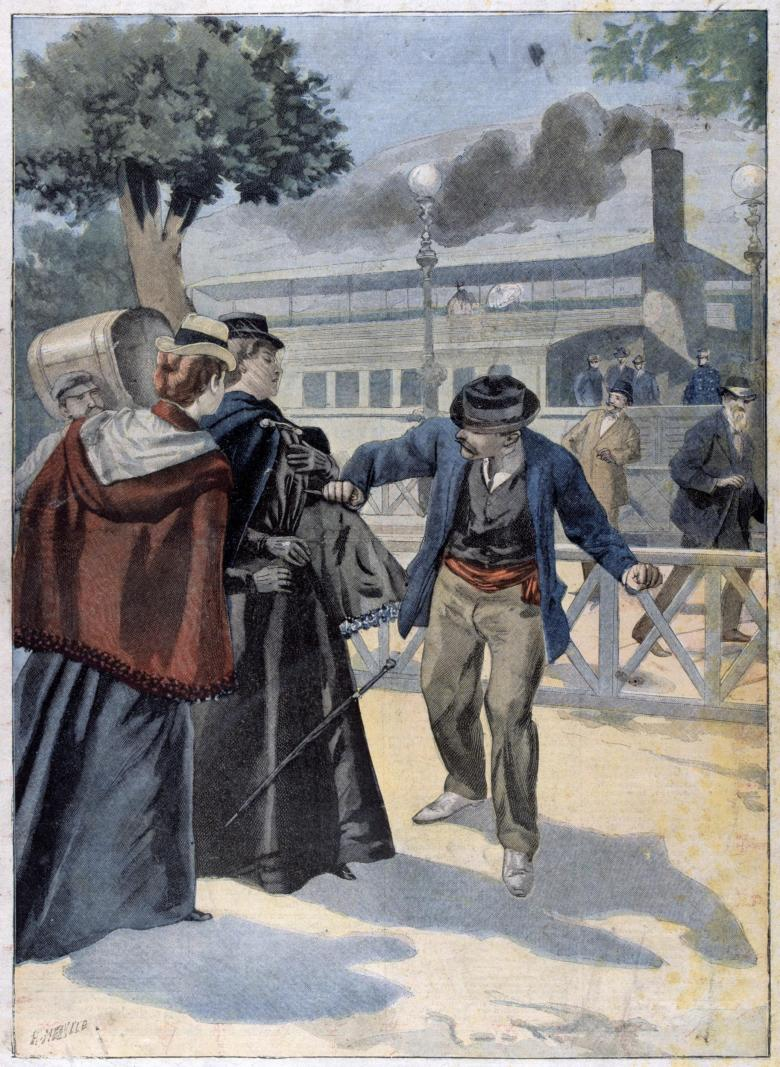
Rekonstrukce vraždy na titulní straně Le Petit Journal (25. září 1898).

Francouzská vláda se o atentátu dozvěděla z depeše francouzského generálního konzula v Ženevě. Několik hodin po atentátu nadále přicházely depeše týkající se atentátníka – některé uváděly, že ačkoli byl Ital, anarchista Lucheni se narodil v Paříži. Prezident republiky Félix Faure vyslal svého generálního tajemníka, aby vyjádřil soustrast rakouskému velvyslanectví, a poslal telegram rakouskému císaři. Předseda Rady Henri Brisson a ministr zahraničních věcí Théophile Delcassé rovněž zaslali telegram do Vídně. Francouzský tisk odsoudil útok v Ženevě jednomyslně: Le Figaro se domníval, že Rakousko-Uhersko právě ztratilo svou nejlepšího a nejnešťastnější panovnici, zatímco L'Echo de Paris připomněl, že Lucheni byl po nepokojích v Itálii odsouzen v nepřítomnosti k trestu smrti.
Ve Francii připomínal útok v Ženevě atentát na Sadiho Carnota, který spáchal jiný mladý italský anarchista Sante Geronimo Caserio, jenž v roce 1894 v Lyonu rovněž použil ostrý předmět. Stejně jako po útoku na Carnota docházelo i během čtyř dnů po ženevském atentátu v roce 1898 k násilnostem vůči italské komunitě ve Francii. Domy, obchody a podniky italských státních příslušníků byly zapalovány a rabovány a Italové byli často terčem útoků.

### Řím
Luigi Pelloux, předseda italské Rady ministrů, nařídil, aby na všech veřejných budovách vlála vlajka zahalená krepou na půl žerdi. Lodě královského námořnictva rovněž vyvěsily smuteční vlajku. Ministři a státní podsekretáři odnesli své vizitky na rakousko-uherské velvyslanectví. V Římě policie zatkla několik „socialistů a anarchistů“, včetně dvou redaktorů časopisu Avanti! Jinde v Itálii byl úřady proveden zátah na socialistický list Il Lavoratore Comasco, který v Miláně uveřejnil článek Edmonda De Amicise s názvem „Jak se člověk stane anarchistou“. Předseda Rady ministrů rovněž rozeslal prefektům oběžník o „dohledu nad anarchisty“.
Po několika útocích na italské dělníky v Rakousku, a to zejména v Terstu, který byl v té době rakouským územím, italský velvyslanec ve Vídni Costantino Nigra „znovu upozorňuje hraběte Gołuchowského na nebezpečí nových útoků na Italy v Terstu a na dalších místech“. Deník Il Caffaro vyzval rakouskou vládu, aby se pevně postavila za čest Itálie, protože se domníval, že „italský živel je již příliš dlouho pronásledován po celém světě [...]. Snažme se toto rozhořčení utlumit.“ V Itálii tisk tvrdil, že na korunního prince Viktora Emanuela byl spáchán neúspěšný atentát, když přijel do Vídně na pohřeb císařovny, což bylo později vyvráceno.

### Vatikán
Papež Lev XIII., který se zprávu dozvěděl z novin a oficiální potvrzení obdržel až následujícího rána, vzkázal do Vídně, že vyjadřuje své „hluboké zděšení nad nevýslovným zločinem spáchaným v Ženevě“. Svrchovaný pontifik oznámil, že 19. září se bude v kostele Santa Maria in Traspontina v rione Borgo konat zádušní mše věnovaná odpočinku císařovniny duše.

### Brusel
Belgický tisk útok jednomyslně odsoudil. Leopold II. vyslal do Vídně svého synovce, budoucího krále Alberta, aby ho na pohřbu zastupoval. Princ Albert napsal své sestře Henriettě: „Císař byl velmi laskavý a přijal nás o samotě. Obřad byl velmi krátký a prostý.“ Pohřební obřad za odpočinek císařovniny duše uspořádalo rakouské velvyslanectví 17. září 1898 v kostele Saint-Jacques-sur-Coudenberg, kde byli přítomni dva zástupci krále: John d'Oultremont a generál Maximilien Strauch.
V následujících dnech po atentátu v Ženevě bylo v Bruselu zatčeno několik „anarchistů“. V hlavním městě byly na mnoha domech, zejména v aristokratických čtvrtích, vyvěšeny virulentní anarchistické plakáty. Jeden z textů těchto hanlivých plakátů citoval tisk: „Poprava velkého ..... Císařovna rakouská je zabita [sic]! .... Právě byla probodnuta pilníkem anarchistickým rebelem. Kdo je další na řadě? Rasa Ravacholů, Henryů, Caseriů, Angiolillů atd. ještě nevymřela.“ Dva pracovníci s plakáty byli zatčeni: šlo o francouzské občany žijící v Bruselu bez trvalého bydliště. O něco později, a to 15. září, došlo k dalšímu zatčení na bruselském nádraží Gare du Nord, kde se osoba ozbrojená dlouhým nožem oháněla zbraní a přitom pronášela slova na oslavu anarchismu, Caseria a Émila Henryho.
Tato četná zatýkání měla odraz v několika komentářích novin L'Indépendance belge: „Odporný útok v Ženevě rozbouřil všechny reakční mozky. S vynalézavostí hodnou obdivu se už čtyři dny snaží objevit účinný prostředek, jak zločinům anarchistů zabránit. Je to jev, který jsme viděli pokaždé, když došlo k útoku tohoto druhu. [...] Anarchista není zločincem dříve, než spáchá zločin, a neexistuje žádný praktický ani morální způsob, jak předvídat, že takový a jistý jedinec spáchá útok. [...] Spravedlnost pro všechny, práva a svoboda pro všechny jsou nejjistější zárukou proti anarchii.“

### Amsterdam
Den po útoku v Ženevě evropské noviny tvrdily, že na královnu Vilemínu byl v Eijsdenu nedaleko belgicko-nizozemských hranic spáchán neúspěšný atentát. V belgických městech v blízkosti nizozemských hranic byla posílena ostraha justiční policie, která byla opatřena portréty anarchistů, a bedlivě sledovala cestující. Tuto informaci hned druhý den vyvrátil tisk, jenž potvrdil, že k žádnému atentátu na mladou královnu nedošlo.

### Athény
Řecké obyvatelstvo, které zesnulou císařovnu znalo díky jejím častým návštěvám Řecka, vyjádřilo „nepopsatelné zděšení“, zatímco tisk připomněl, že zavražděná panovnice dokonale hovořila a psala jejich jazykem. Řecký diadoch Konstantin byl vyslán do Vídně, aby se zúčastnil pohřbu.

### Madrid
Noviny El Imparcial a El Liberal císařovnu oceňovaly a celý tisk vyjádřil „hlubokou lítost nad zločinem a smrtí tak vznešené osoby“. Předseda Senátu Eugenio Montero Ríos se vydal do paláce, aby jménem Senátu vyjádřil soustrast Marii Kristýně Rakouské, regentce Španělského království a sestřenici rakouského císaře. K atentátu v Ženevě došlo rok po útoku z 8. srpna 1897, při němž byl Antonio Cánovas del Castillo, úřadující ministerský předseda, zavražděn mladým italským anarchistou Michelem Angiolillem.

### Lisabon
Údajné anarchistické spiknutí proti portugalskému králi Karlu I., který pobýval v Lisabonu, bylo zmíněno v mezinárodním tisku, což vedlo k přísným policejním opatřením v králově okolí.

### Londýn
Královna Viktorie ve svém sdělení vyjádřila „zármutek nad zprávou o strašném zločinu.“ Na pohřeb do Vídně vyslala svého zetě, prince Kristiána Šlesvicko-Holštýnského. Na pohřeb byl vyslán i její druhý syn, vévoda Alfréd Sasko-Kobursko-Gothajský, avšak jako panovník Sasko-koburského-gothajského vévodství.

### Petrohrad
Ruské noviny vyjádřily „hluboké zděšení nad odporným zločinem spáchaným v Ženevě“. Car Mikuláš II. poslal rakouskému císaři soustrastný telegram a poté vyslal do Vídně svého strýce, ruského velkoknížete Alexeje Alexandroviče, aby na pohřbu zastupoval ruský carský dvůr.

### Washington, D.C.
Prezident William McKinley odeslal do Vídně soustrastný telegram.

## Mýtus o Sissi

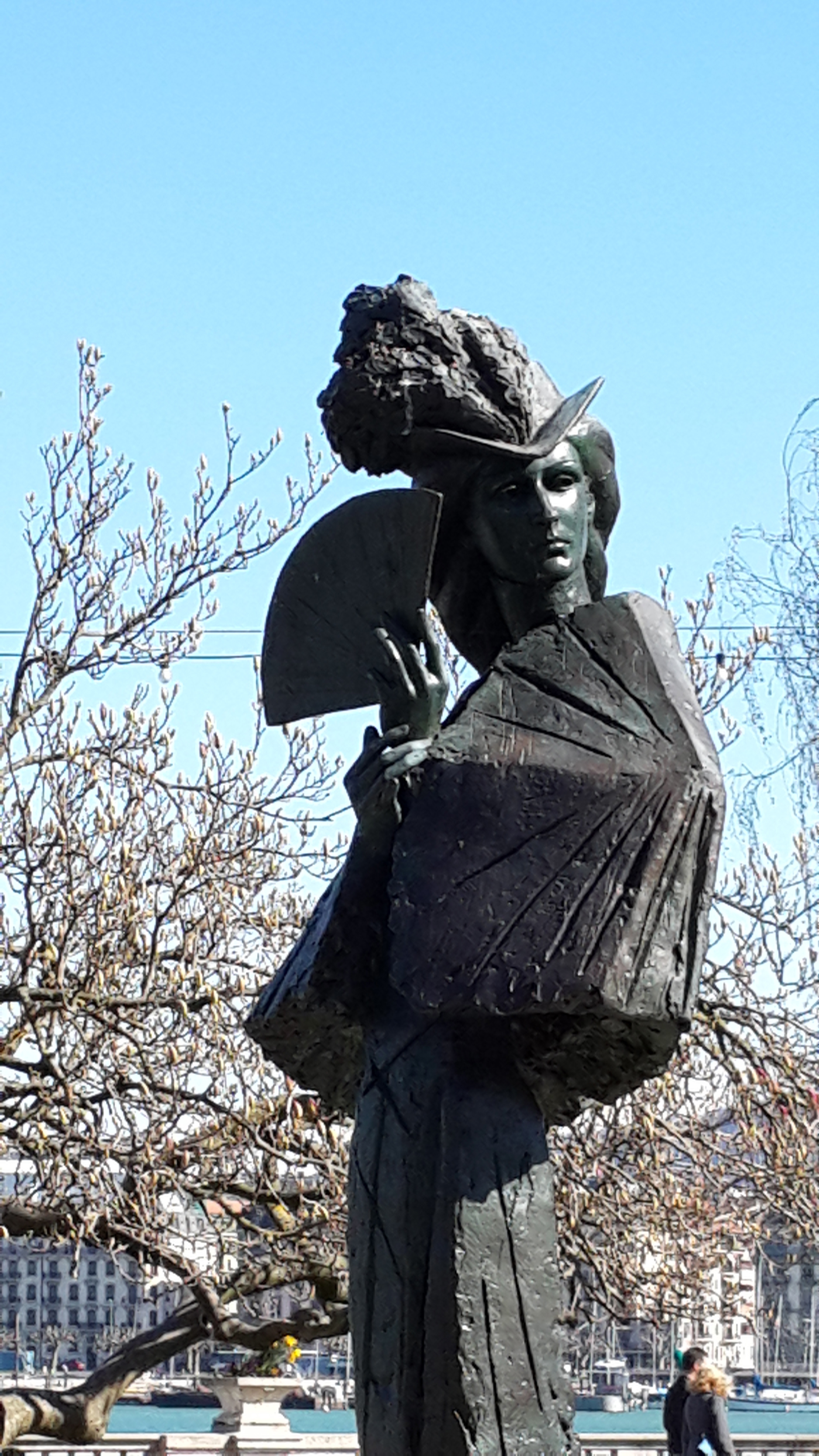
Památník císařovny Alžběty Bavorské od Philippa Jacksona v Ženevě (1998).

Charakter císařovny Alžběty žije i více než sto let po své smrti. Jean des Cars, jeden z jejích životopisců, tvrdí, že „Lucheni zabil osobnost, ale zrodil mýtus. Smrt učinila Alžbětu ještě větší. Dodal této příkladné telenovele poslední epizodu.“ Pokud jde o švýcarského historika a esejistu Jeana-Jacquese Langendorfa, ten vyvodil paralelu mezi dvěma mýty: mýtem o Titanicu a mýtem o vraždě Alžběty Bavorské, neboť oba předznamenávaly konec světa, a dodal, že mýtus o Sissi se utvářel ještě za jejího života kvůli tragédiím, které prožila, především kvůli smrti jejího jediného syna Rudolfa v Mayerlingu. Langendorf tvrdí, že „chtěla brutálně zemřít. Podvědomě volala po Lucheniho čepeli.“ Psychoanalytik Bruno Bettelheim se domnívá, že „její smrt neměla větší smysl než její život“.
Mýtus o Alžbětě byl vyjádřen i ve filmu, zejména v trilogii režiséra Ernsta Marischky, který již v letech 1932–1936 vytvořil operety na motivy Sissi, a ve filmech s herečkou Romy Schneider v hlavní roli Sissi (1955), Sissi – Die junge Kaiserin (1956) a Sissi, osudová léta císařovny (1957). Podle životopisce Romy Schneiderové Davida Lelaita-Hela Marischka herečce předpověděl: „Díky tobě budou všechny mladé dívky v Evropě snít.“ Režisér rozmělňuje mýtus rakouské císařovny, zapomíná na její labilitu, excesy i atentát a ponechává pouze obraz dospívající dívky, která vyrůstá v bavorské zeleni a zamiluje se do okouzlujícího prince. Aniž by si to herečka uvědomovala, chystala se ztělesnit rakousko-uherský mýtus i naděje národů, které stále sní o své slavné minulosti. Sága měla obrovský úspěch a předčila všechna očekávání. Tržby dosáhly vyšší částky než v případě filmu Jih proti Severu. Ve filmu Luchina Viscontiho Ludvík Bavorský z roku 1973 si roli Alžběty opět zahrála Romy Schneider. Smrt rakouské císařovny je ve filmu evokována téměř metaforicky: scenárista Enrico Medioli vysvětluje, že „Visconti osvětluje osudy některých postav, jejichž životy přesahují Ludvíkův život. A tak je zde zavražděná Alžběta zahalená závojem jako na fotografii ze Ženevy: jen obraz.“ Julien Sellier, další životopisec Romy Schneider, šel tak daleko, že popsal „sissimánii“, která zachvátila Francii a přilákala do kin asi patnáct milionů diváků. V roce 2004 vznikl francouzský televizní film Sissi, l'impératrice rebelle režiséra Jeana-Daniela Verhaegha s Arielle Dombasle v hlavní roli, který vypráví o posledních třech dnech života Sissi.